# Carefree
Carefree é uma vila localizada no estado americano do Arizona, no condado de Maricopa. Foi incorporada em 1984.

## Geografia
De acordo com o United States Census Bureau, a cidade tem uma área de 22,82 km², onde 22,79 km² estão cobertos por terra e 0,03 km² por água.

### Localidades na vizinhança
O diagrama seguinte representa as localidades num raio de 32 km ao redor de Carefree. 

## Demografia
Segundo o censo nacional de 2010, a sua população é de 3 363 habitantes e sua densidade populacional é de 147,5 hab/km². Possui 2 251 residências, que resulta em uma densidade de 98,8 residências/km².